# Mamadou Sarr (Leichtathlet)
Mamadou Sarr (* 11. August 1938 in Saint-Louis; † 18. Juni 2022) war ein senegalesischer Leichtathlet.

## Leben
Mamadou Sarr siegte 1963 bei den Jeux de l’Amitié in Dakar über 400 Meter Hürden. Seine ersten internationalen Medaillen gewann Sarr bei den Afrikaspielen 1965. Dort gewann er über 400 Meter Hürden die Silber- und mit der 4-mal-400-Meter-Staffel die Goldmedaille.
Bei den Olympischen Sommerspielen 1964 schied er als Sechster seines Vorlaufes im Wettkampf über 400 Meter Hürden aus. Bei seiner zweiten Olympiateilnahme in Mexiko vier Jahre später konnte Sarr im Wettkampf über 400 Meter Hürden das Halbfinale erreichen. Im Staffelwettkampf über 4-mal 400 Meter schied er mit dem senegalesischen Quartett im Vorlauf aus.